# Ziguinchor (region)

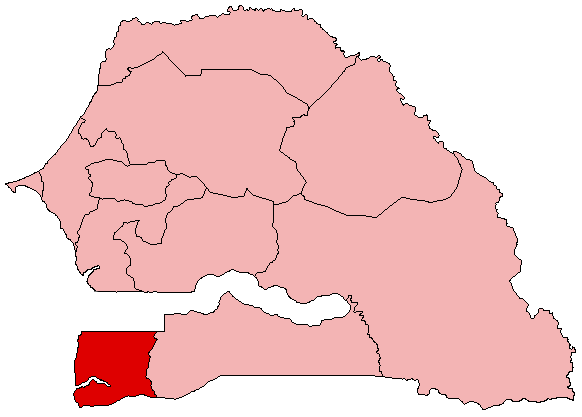
Region Ziguinchor

Ziguinchor je region v Senegalu (hlavní města regionů mají stejná jména jako regiony samotné). Historicky a s oblibou se regionu také říká Basse Casamance.

## Departementy

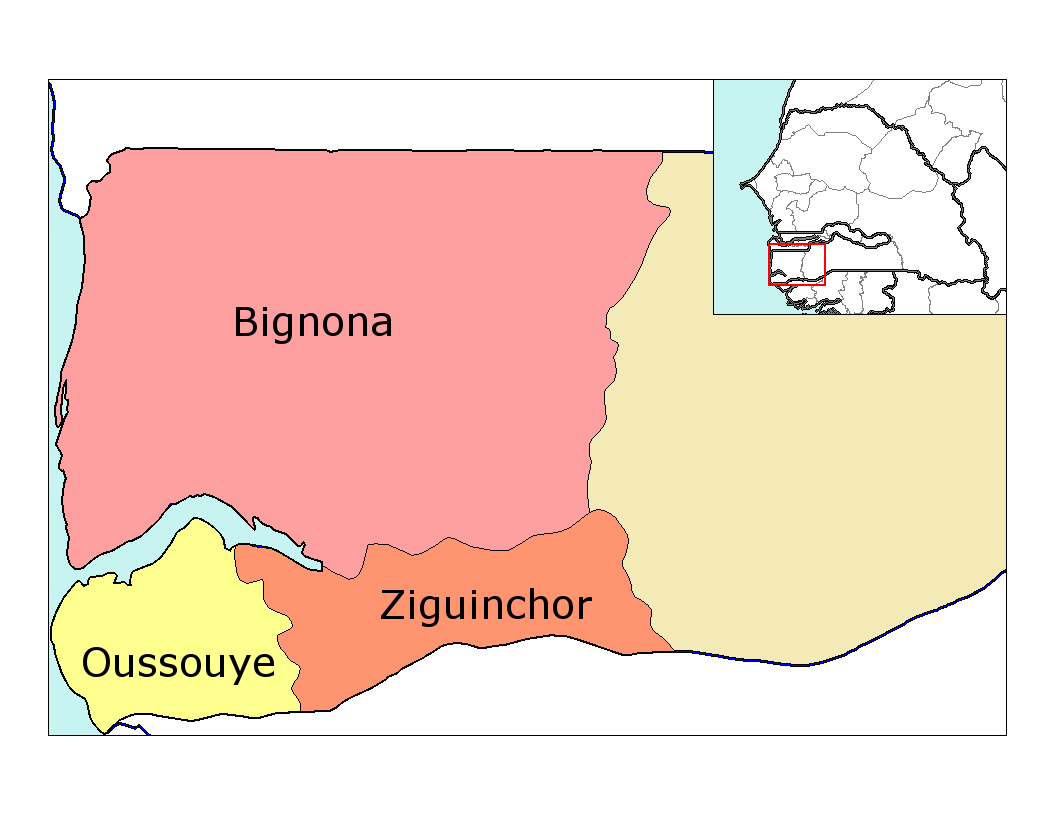
Departmenty v regionu Ziguinchor

Region Ziguinchor je rozdělen do tří departementů:
- Bignona
- Oussouye
- Ziguinchor